# Jack Crawford
John Herbert ("Jack") Crawford (Urangeline, 22 de março de 1908 - Sydney, 10 de Setembro de 1991) foi um tenista profissional australiano.

## Grand Slam finais

### Simples: 12 (6 títulos, 6 vices)
| Resultado | Ano  | Campeonato       | Piso   | Oponente            | Placar                    |
| --------- | ---- | ---------------- | ------ | ------------------- | ------------------------- |
| Campeão   | 1931 | Australian Open  | Grama  | Harry Hopman        | 6–4, 6–2, 2–6, 6–1        |
| Campeão   | 1932 | Australian Open  | Grama  | Harry Hopman        | 4–6, 6–3, 3–6, 6–3, 6–1   |
| Campeão   | 1933 | Australian Open  | Grama  | Keith Gledhill      | 2–6, 7–5, 6–3, 6–2        |
| Campeão   | 1933 | Aberto da França | Saibro | Henri Cochet        | 8–6, 6–1, 6–3             |
| Campeão   | 1933 | Wimbledon        | Grama  | Ellsworth Vines     | 4–6, 11–9, 6–2, 2–6, 6–4  |
| Vice      | 1933 | US Open          | Grama  | Fred Perry          | 3–6, 13–11, 6–4, 0–6, 1–6 |
| Vice      | 1934 | Australian Open  | Grama  | Fred Perry          | 3–6, 5–7, 1–6             |
| Vice      | 1934 | Aberto da França | Saibro | Gottfried von Cramm | 4–6, 9–7, 6–3, 5–7, 3–6   |
| Vice      | 1934 | Wimbledon        | Grama  | Fred Perry          | 3–6, 0–6, 5–7             |
| Campeão   | 1935 | Australian Open  | Grama  | Fred Perry          | 2–6, 6–4, 6–4, 6–4        |
| Vice      | 1936 | Australian Open  | Grama  | Adrian Quist        | 2–6, 3–6, 6–4, 6–3, 7–9   |
| Vice      | 1940 | Australian Open  | Grama  | Adrian Quist        | 3–6, 1–6, 2–6             |

### Duplas: 12 (6 títulos, 6 vices)
| Resultado | Ano  | Campeonato       | Parceiro       | Oponente                       | Placar                   |
| --------- | ---- | ---------------- | -------------- | ------------------------------ | ------------------------ |
| Campeão   | 1929 | Australian Open  | Harry Hopman   | Jack Cummings Edgar Moon       | 6–1, 6–8, 4–6, 6–1, 6–3  |
| Campeão   | 1930 | Australian Open  | Harry Hopman   | Tim Fitchett John Hawkes       | 8–6, 6–1, 2–6, 6–3       |
| Vice      | 1931 | Australian Open  | Harry Hopman   | James Anderson Norman Brookes  | 2–6, 4–6, 3–6            |
| Campeão   | 1932 | Australian Open  | Edgar Moon     | Harry Hopman Gerald Patterson  | 12–10, 6–3, 4–6, 6–4     |
| Vice      | 1933 | Australian Open  | Edgar Moon     | Keith Gledhill Ellsworth Vines | 4–6, 8–10, 2–6           |
| Vice      | 1934 | Aberto da França | Vivian McGrath | Jean Borotra Jacques Brugnon   | 9–11, 3–6, 6–2, 6–4, 7–9 |
| Campeão   | 1935 | Australian Open  | Vivian McGrath | Patrick Hughes Fred Perry      | 6–4, 8–6, 6–2            |
| Campeão   | 1935 | Aberto da França | Adrian Quist   | Donald Turnbull Vivian McGrath | 6–1, 6–4, 6–2            |
| Campeão   | 1935 | Wimbledon        | Adrian Quist   | Wilmer Allison John Van Ryn    | 6–3, 5–7, 6–2, 5–7, 7–5  |
| Vice      | 1936 | Australian Open  | Vivian McGrath | Adrian Quist Donald Turnbull   | 8–6, 2–6, 1–6, 6–3, 2–6  |
| Vice      | 1939 | US Open          | Harry Hopman   | Adrian Quist John Bromwich     | 6–8, 1–6, 4–6            |
| Vice      | 1940 | Australian Open  | Vivian McGrath | John Bromwich Adrian Quist     | 3–5, 5–7, 1–6            |

### Duplas Mistas: 8 (5 títulos, 3 vices)
| Resultado | Ano  | Campeonato       | Parceira              | Oponente                            | Placar          |
| --------- | ---- | ---------------- | --------------------- | ----------------------------------- | --------------- |
| Vice      | 1928 | Wimbledon        | Daphne Akhurst        | Elizabeth Ryan Patrick Spence       | 5–7, 4–6        |
| Vice      | 1929 | Australian Open  | Marjorie Cox Crawford | Daphne Akhurst Edgar Moon           | 6–0, 7–5        |
| Vice      | 1930 | Australian Open  | Marjorie Cox Crawford | Nell Hall Hopman Harry Hopman       | 9–11, 6–3, 3–6  |
| Campeão   | 1930 | Wimbledon        | Elizabeth Ryan        | Hilde Sperling Daniel Prenn         | 6–1, 6–3        |
| Campeão   | 1931 | Australian Open  | Marjorie Cox Crawford | Emily Hood Westacott Aubrey Willard | 7–5, 6–4        |
| Campeão   | 1932 | Australian Open  | Marjorie Cox Crawford | Nell Hall Hopman Jiro Sato          | 6–8, 8–6, 6–3   |
| Campeão   | 1933 | Australian Open  | Marjorie Cox Crawford | Marjorie Gladman Ellsworth Vines    | 3–6, 7–5, 13–11 |
| Campeão   | 1933 | Aberto da França | Margaret Scriven      | Betty Nuthall Fred Perry            | 6–2, 6–3        |